# فرنسيسكو ألونسو
فرنسيسكو ألونسو (بالإسبانية: Francisco Alonso) هو ملحن إسباني، ولد في 9 مايو 1887 في غرناطة في إسبانيا، وتوفي في 18 مايو 1948 في مدريد في إسبانيا.

## وصلات خارجية
- الموقع الرسمي
- فرنسيسكو ألونسو على موقع IMDb (الإنجليزية)
- فرنسيسكو ألونسو على موقع ميوزك برينز (الإنجليزية)
- فرنسيسكو ألونسو على موقع أول ميوزيك (الإنجليزية)
- فرنسيسكو ألونسو على موقع ديسكوغز (الإنجليزية)